# Kalliaros
Kalliaros (altgriechisch Καλλίαρος Kallíaros) ist eine Gestalt der griechischen Mythologie.
Er war ein Sohn des Odoidokos und der Laonome, sowie Eponym der gleichnamigen Ortschaft in Lokris, welche später Teil der Stadt Opus wurde. Nach der ursprünglichen lokrischen Sage soll Kalliaros ein Sohn des (von Zeus gezeugten) Opus gewesen sein.